# Wasserähren
Die Wasserähren (Aponogeton) sind die einzige Pflanzengattung der Familie der Wasserährengewächse (Aponogetonaceae) in der Ordnung der Froschlöffelartigen (Alismatales) innerhalb der Einkeimblättrigen Pflanzen (Monokotyledonen). Die 47 bis 59 Wasserpflanzen-Arten weisen eine hauptsächlich tropische und subtropische Verbreitung nur in der Alten Welt auf.

## Beschreibung und Ökologie

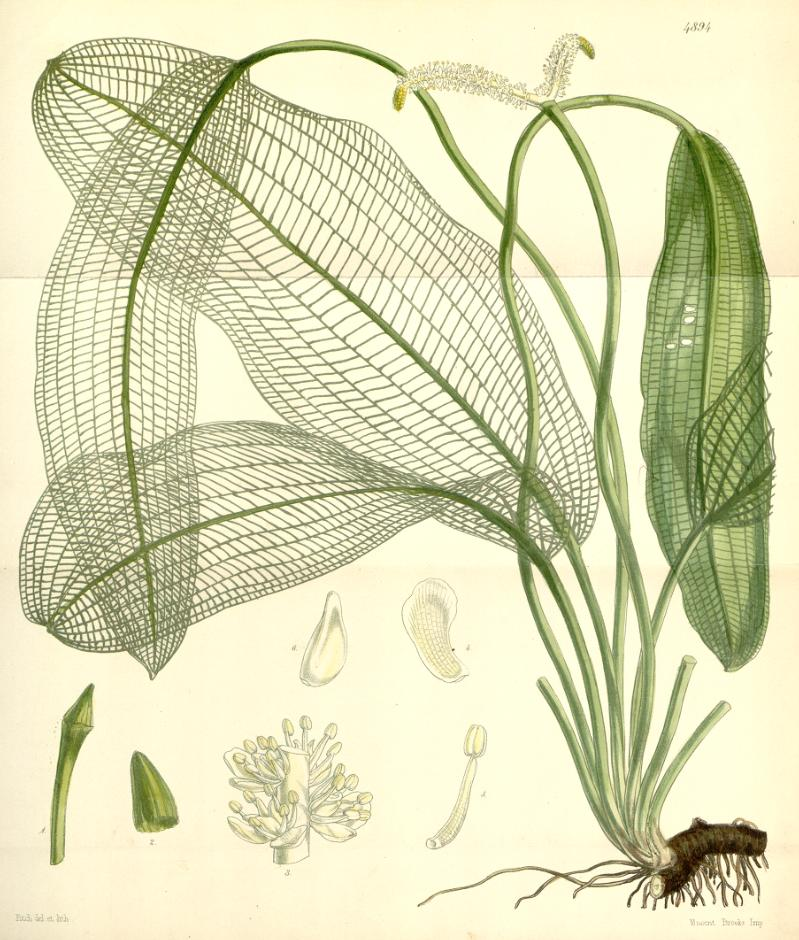
Illustration der Gitterpflanze (Aponogeton madagascariensis)

### Erscheinungsbild und Blätter
Aponogeton-Arten wachsen als ausdauernde, krautige Pflanzen. Diese im Süßwasser gedeihenden Wasserpflanzen besitzen knollige Rhizome, mit denen sie Reservestoffe speichern und faserige Wurzeln, mit denen sie im Gewässergrund verankert sind.
Die wechselständig und spiralig am Stängel angeordneten Laubblätter sind in Blattscheide, Blattstiel und Blattspreite gegliedert. Die Blattscheide ist offen und der Blattstiel ist relativ lang. Die einfache Blattspreite ist breit elliptisch bis lineal mit wenigen parallelen Hauptnerven und vielen horizontallaufenden Seitennerven. Die Blätter sind untergetaucht und/oder flutend; die nicht untergetaucht sind besitzen paracytische Stomata. Es sind mehr als zwei Schuppen in den Blattachseln vorhanden.

### Blütenstände und Blüten

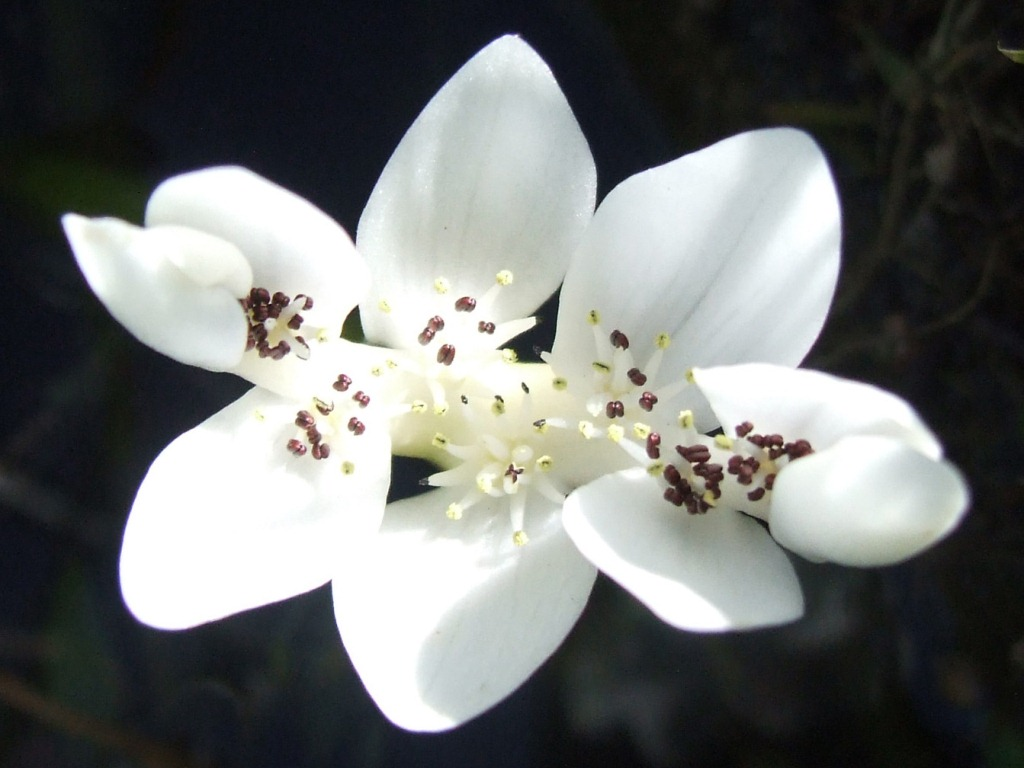
Blüte der Zweiährigen Wasserähre (Aponogeton distachyos)

Endständig an einem flutenden, langen Blütenstandsschaft steht ein einfacher oder zweigabeliger, ähriger Blütenstand; sie bilden sich nur emers. Der besitzen ein attraktives Hochblatt (Spatha), das aber früh vergänglich ist. Ihre kleinen, dreizähligen Blüten sind eingeschlechtig oder zwittrig. Die Arten sind entweder monözisch oder diözisch. Es sind oft ein bis sechs auffällig weiß, gelb, malvenfarbige oder bläulich-violett gefärbte Blütenhüllblätter vorhanden, die oft kronblattartig und haltbar sind. In männlichen oder zwittrigen Blüten sind sechs bis viele Staubblätter in zwei bis drei, selten vier Kreisen vorhanden. Die freien Staubfäden sind relativ lang und fadenförmig oder abgeflacht. Die Staubbeutel öffnen sich mit einem Längsschlitz. Die zwei bis sechs, selten bis zu neun oberständigen Fruchtblätter sind frei oder höchstens an ihrer Basis verwachsen. Jedes Fruchtblatt enthält zwei bis acht anatrope Samenanlagen. Der Griffel ist relativ kurz.
Die Bestäubung erfolgt durch Insekten (Käfer oder Hymenoptera, Entomophilie). Viele Arten sind selbstfertil.

### Früchte und Samen
In einer Sammelfrucht stehen die Balgfrüchte zusammen. Die Balgfrüchte enthalten vier Samen. Die relativ großen (50 bis 75 Millimeter) Samen werden schwimmend übers Wasser ausgebreitet. Die Samen enthalten einen geraden Embryo und kein Endosperm.

### Chromosomenzahlen
Die Chromosomengrundzahlen betragen x = 8.

## Bedeutung in der Aquaristik
Eine Reihe von Wasserähren-Arten und -Sorten werden in der Aquaristik kultiviert, wobei einige Arten in der Pflege als sehr anspruchsvoll und schwierig gelten. Im Zoofachhandel werden nur wenige Arten für die Bepflanzung von Aquarien angeboten. Einige Arten sind in manchen Ländern aus Aquarienhaltung verwildert.

## Systematik und Verbreitung

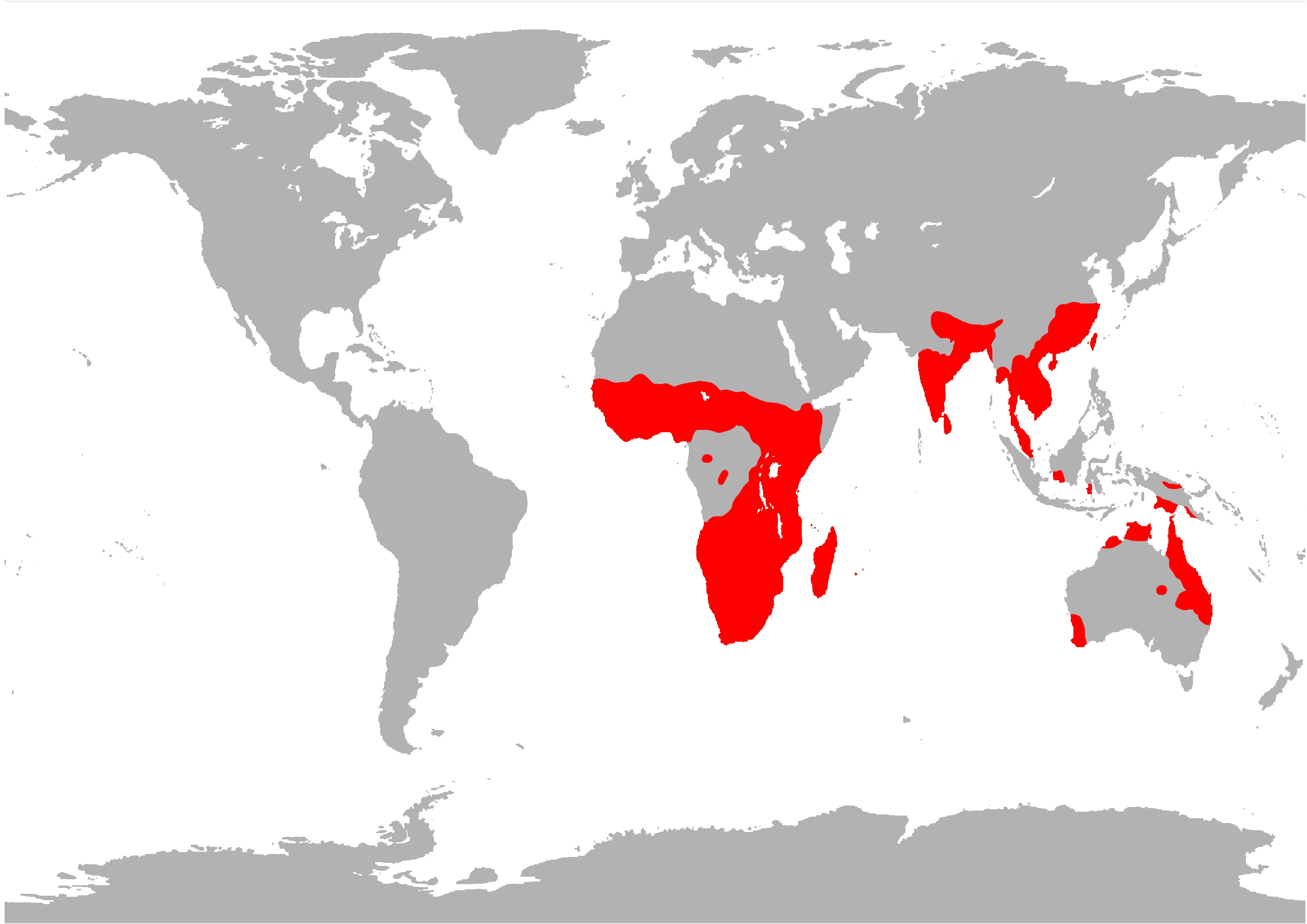
Verbreitung der Wasserähren

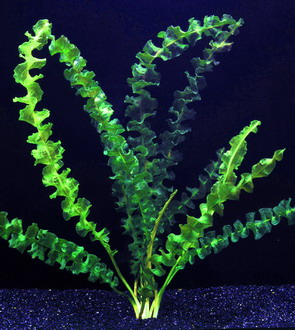
Aponogeton capuronii

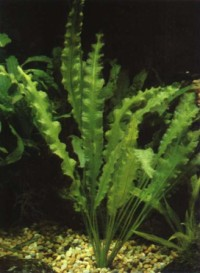
Krause Wasserähre (Aponogeton crispus)

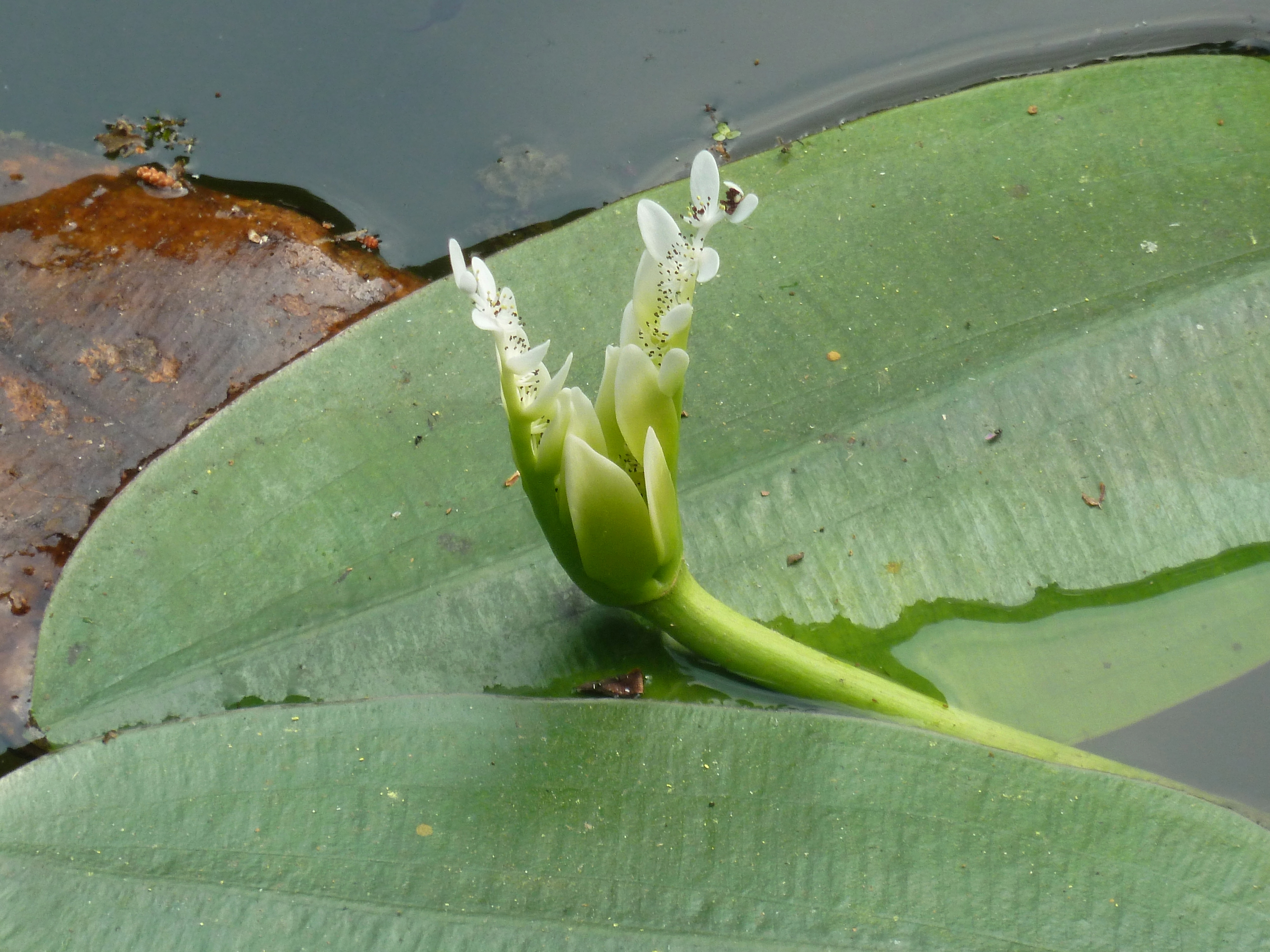
Zweiährige Wasserähre (Aponogeton distachyos)

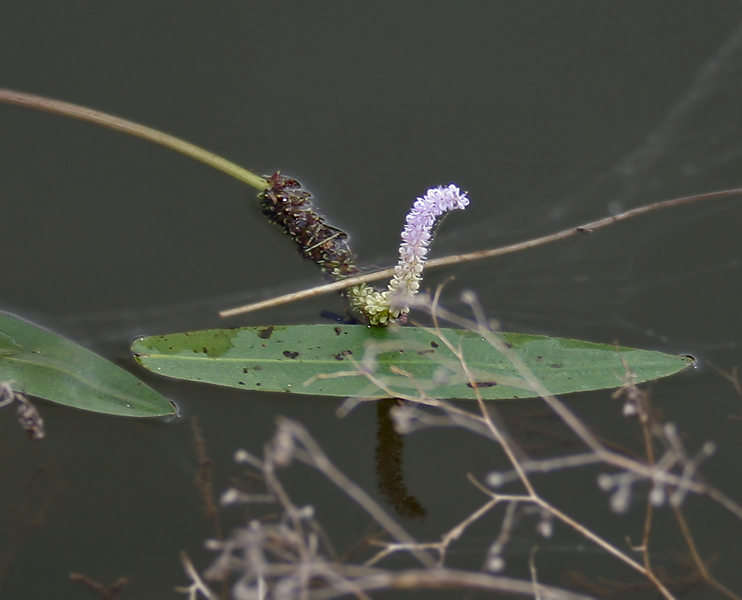
Schwimmende Wasserähre (Aponogeton natans)

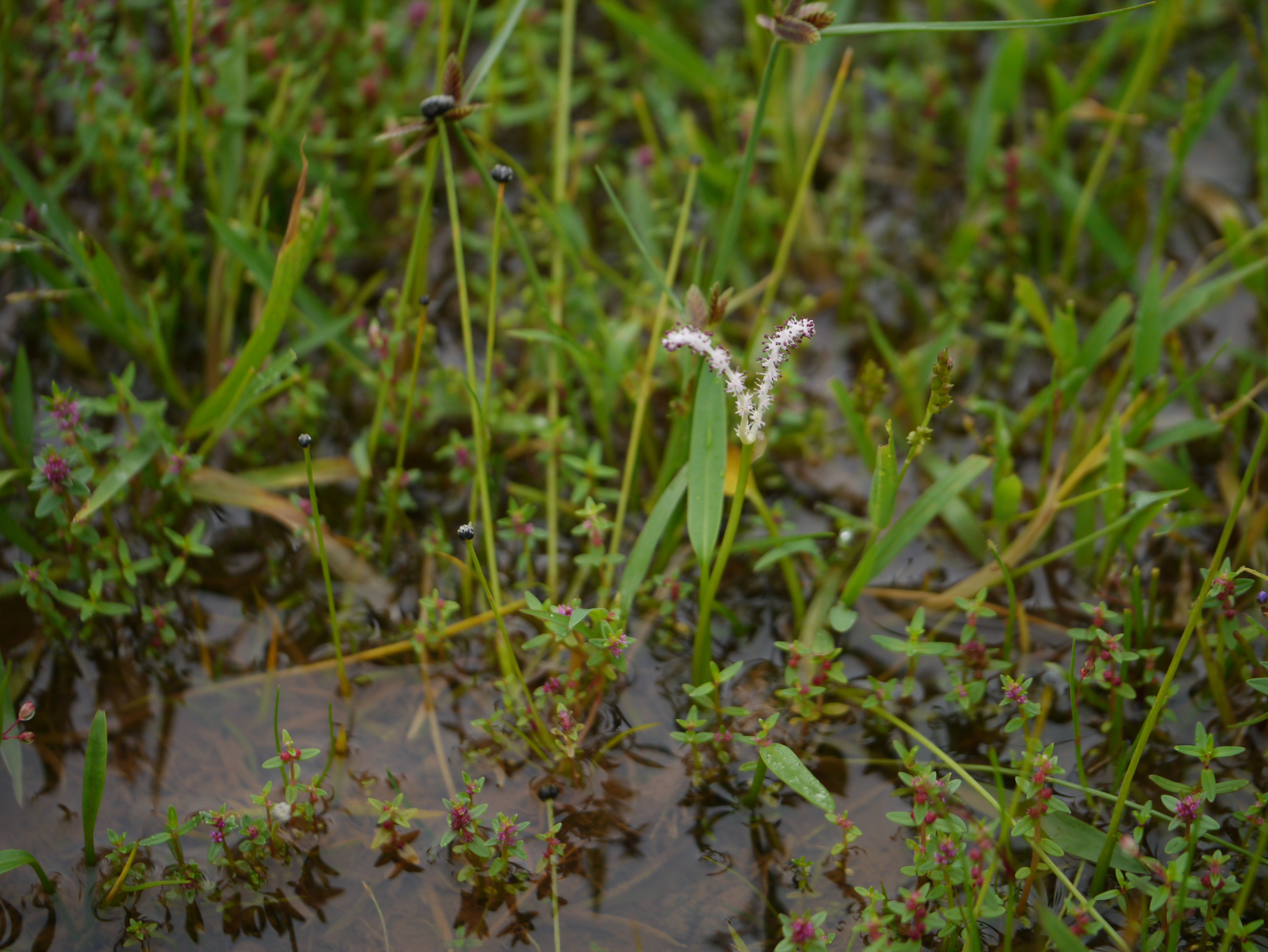
Aponogeton satarensis

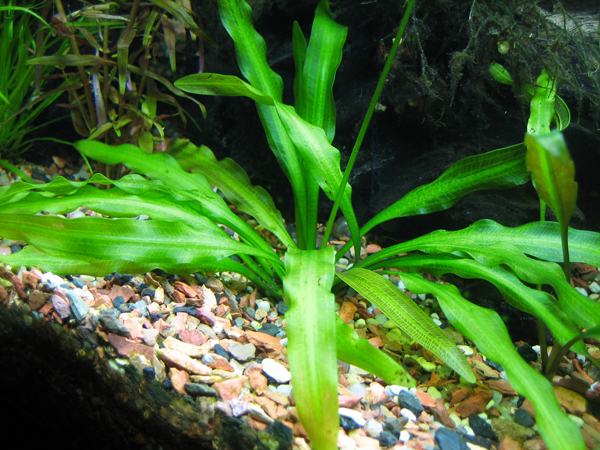
Gewellte Wasserähre (Aponogeton undulatus) im Aquarium

Die Erstveröffentlichung des Gattungsnamens Aponogeton erfolgte 1782 durch Carl von Linné dem Jüngeren in Supplementum Plantarum, 32, S. 214. Typusart ist Aponogeton monostachyon L. f. Ein Synonym für Aponogeton L. f. ist Urirandra Thouars ex Mirb., Uvirandra J.St.-Hil., Hydrogeton Pers., Ouvirandra Thouars.
Der Familienname Aponogetonaceae wurde 1856 durch Jules Émile Planchon in Botanical Magazine, Volume 82, ad Tab. 4894 veröffentlicht. Die Veröffentlichung von Jacob Georg Agardh in Theoria Systematis Plantarum …, 44 erfolgte erst 1858.
Die Gattung Aponogeton (anagrammatisch abgeleitet aus dem Gattungsnamen Potamogeton) weist eine hauptsächlich tropische bis subtropische Verbreitung nur in der Alten Welt auf. Die Schwerpunkte der Artenvielfalt liegen in Madagaskar (15 Arten), Südafrika (neun Arten) sowie Australien (zwölf Arten). Es gibt auch Arten in Asien und im tropischen Afrika.
Die Gattung Wasserähren (Aponogeton) enthält etwa 47 bis 59 Arten:
- Abessinische Wasserähre (Aponogeton abyssinicus Hochst. ex A.Rich.): Sie ist von Äthiopien über Kenia, Tansania, Uganda, Ruanda, die Demokratische Republik Kongo bis Malawi verbreitet.[6]
- Aponogeton afroviolaceus Lye: Sie ist von Kenia über Tansania und Sambia bis Simbabwe verbreitet.[10]
- Aponogeton angustifolius Aiton (Syn.: Aponogeton crinifolius Lehm. ex Schltdl.): Sie kommt nur in der südafrikanischen Provinz Westkap vor.[11]
- Aponogeton appendiculatus H.Bruggen: Sie kommt im westlichen sowie südlichen Indien vor.[10]
- Aponogeton azureus H.Bruggen: Sie ist nur vom Typusstandort in Ovamboland im nördlichen Namibia bekannt.
- Berniers Wasserähre (Aponogeton bernierianus (Decne.) Hook. f., Syn.: Aponogeton quadrangularis Baker): Sie kommt in Madagaskar nur in den östlichen Provinzen Fianarantsoa sowie Toamasina vor.[5] Die Kultivierung dieser Art im Aquarium gelang bis jetzt nur vereinzelt.
- Aponogeton bogneri H.Bruggen: Sie kommt nur in der südlichen Demokratischen Republik Kongo vor.[10]
- Boivins Wasserähre (Aponogeton boivinianus Baill. ex Jum.): Sie kommt in Madagaskar nur in der nördlichen Provinz Antsiranana vor.[5]
- Aponogeton bruggenii S.R.Yadav & Govekar: Sie kommt nur im westlichen Indien vor.[10]
- Aponogeton bullosus H.Bruggen: Die von dem niederländischen Botaniker Heinrich Wilhelm Eduard van Bruggen (1927–2010) im Jahr 1969 erstbeschriebene Art gedeiht nur auf den Atherton Tablelands in Queensland in Australien.[10]
- Aponogeton capuronii H.Bruggen: Sie kommt in Madagaskar nur in der südlichen Provinz Toliara vor.
- Aponogeton cordatus Jum.: Sie kommt in Madagaskar nur in der Provinz Toamasina vor.[5]
- Krause Wasserähre[12] (Aponogeton crispus Thunb.): Sie ist von Sri Lanka über das südliche Indien bis Bangladesch verbreitet.[10]
- Aponogeton cuneatus S.W.L.Jacobs: Die von dem Botaniker Surrey Wilfrid Laurance Jacobs (1946–2009) beschriebene Art kommt nur in Queensland vor.[10]
- Aponogeton dassanayakei Manaw. & Yakand.: Die 2016 erstbeschriebene Art kommt in Sri Lanka vor.[10]
- Decarys Wasserähre (Aponogeton decaryi Jum. ex Humbert): Die nach Raymond Decary benannte Art ist in Madagaskar in den Provinzen Antananarivo, Fianarantsoa, Mahajanga sowie Toliara verbreitet.[5]
- Aponogeton desertorum Zeyh. ex Spreng.: Sie ist von der südlichen Demokratischen Republik Kongo bis ins südliche Afrika (Angola, Sambia, Simbabwe, Südafrika) verbreitet.[10][6] In Südafrika kommt sie in den Provinzen Ostkap, Limpopo sowie North West vor.[11]
- Aponogeton dioecus Bosser: Sie kommt in Madagaskar nur in der zentralen Provinz Antananarivo vor.[5]
- Zweiährige Wasserähre (Aponogeton distachyos L. f.): Sie kommt ursprünglich nur in der südafrikanischen Provinz Westkap vor.[11] Sie ist in Australien, Neuseeland, Südamerika und Westeuropa ein Neophyt.
- Aponogeton eggersii Bogner & H.Bruggen: Sie kommt in Madagaskar nur in der Provinz Toamasina vor.[5]
- Langblättrige Wasserähre (Aponogeton elongatus F.Muell. ex Benth.): Von den zwei Unterarten kommt eine nur in Queensland und die andere vom nördlichen Australien bis ins nordöstliche New South Wales vor.[10]
- Aponogeton euryspermus Hellq. & S.W.L.Jacobs: Sie ist vom nördlichen Western Australia bis Northern Territory verbreitet.[10]
- Aponogeton fotianus J.Raynal: Sie kommt nur im südwestlichen Tschad vor.[10]
- Aponogeton fugax J.C.Manning & Goldblatt: Sie wurde 2008 erstbeschrieben.[13] Sie ist ein Florenelement der Capensis in den südafrikanischen Provinzen Westkap sowie Nordkap. Sie besitzt isolierte Vorkommen vom Bokkeveld Escarpment bis Agulhas Plain. Die Bestände nehmen ab, deshalb wird sie in der Roten Liste der gefährdeten Pflanzenarten Südafrikas 2010 als „Endangered“ = stark gefährdet bewertet.[11]
- Aponogeton gottlebei Kasselm. & Bogner: Sie wurde 2008 aus Madagaskar erstbeschrieben.[10]
- Aponogeton hexatepalus H.Bruggen: Sie ist im südwestlichen Australien verbreitet.[10]
- Jacobsens Wasserähre (Aponogeton jacobsenii de Wit): Sie kommt nur im zentralen Sri Lanka vor.[10]
- Aponogeton junceus Lehm. ex Schltdl.: Sie ist von der südlichen Demokratischen Republik Kongo bis ins südliche Afrika verbreitet.[11][10]
- Aponogeton kannangarae M.A.Silva, Deshaprema & Manamperi: Die 2016 erstbeschriebene Art kommt in Sri Lanka vor.[10]
- Aponogeton kimberleyensis Hellq. & S.W.L.Jacobs: Sie kommt nur im nördlichen Western Australia vor.[10]
- Aponogeton lakhonensis A.Camus (Syn.: Aponogeton pygmaeus Krause, Aponogeton taiwanensis Masamune): Das weite Verbreitungsgebiet reicht von Indien, Laos, Kambodscha, Thailand, Malaysia, Vietnam und den chinesischen Provinzen Fujian, Guangdong, Guangxi, Hainan, Jiangxi, Yunnan, Zhejiang bis Taiwan und Indonesien.
- Aponogeton lancesmithii Hellq. & S.W.L.Jacobs: Sie kommt nur in Queensland vor.[10]
- Aponogeton longiplumulosus H.Bruggen: Sie besitzt eine disjunktes Areal in Madagaskar und kommt dort nur in den Provinzen Antsiranana und Mahajanga vor.[5]
- Lorias Wasserähre (Aponogeton loriae Martelli): Die nach dem Naturforscher Lamberto Loria benannte Pflanze kommt nur im südöstlichen Neuguinea vor.[14][10]
- Gitterpflanze (Aponogeton madagascariensis (Mirb.) H.Bruggen, Syn.: Aponogeton fenestralis (Pers.) Hook. f., Aponogeton guillotii Hochr.): Sie ist in Madagaskar in den Provinzen Antananarivo, Fianarantsoa, Mahajanga sowie Toamasina verbreitet.[5]
- Aponogeton masoalaensis Bogner: Sie wurde erstmals 2002 aus Madagaskar beschrieben.
- Aponogeton natalensis Oliv. (Syn.: Aponogeton junceus subsp. natalense (Oliv.) Oberm.): Sie ist in den südafrikanischen Provinzen Ostkap, Gauteng, KwaZulu-Natal, Limpopo, Mpumalanga sowie North West verbreitet.[11]
- Schwimmende Wasserähre (Aponogeton natans (L.) Engl. & K.Krause): Sie kommt in Sri Lanka und Indien vor.[6]
- Aponogeton nateshii S.R.Yadav: Die 2015 erstbeschriebene Art kommt in Indien vor.[10]
- Aponogeton nudiflorus Peter: Sie ist von Äthiopien über Somalia und Kenia bis Tansania verbreitet.[10]
- Aponogeton proliferus Hellq. & S.W.L.Jacobs: Sie kommt nur in Queensland vor.[10]
- Aponogeton queenslandicus H.Bruggen: Sie kommt nur in Queensland vor.[10]
- Aponogeton ranunculiflorus Jacot Guill. & Marais Sie gedeiht in den Drakensbergen in KwaZulu-Natal und Lesotho.[11]
- Aponogeton rehmannii Oliv.: Sie ist von Kenia bis in die südafrikanischen Provinzen Free State, Gauteng, Limpopo, Mpumalanga sowie North West verbreitet.[11]
- Steifblättrige Wasserähre[12] (Aponogeton rigidifolius H.Bruggen): Sie kommt im südwestlichen Sri Lanka vor.[10]
- Robinsons Wasserähre (Aponogeton robinsonii A.Camus): Sie kommt nur im zentralen und südlichen Vietnam vor[10] und wurde nach C. Robinson (1871–1913) benannt.[15]
- Aponogeton satarensis Sundararagh., A.R.Kulk. & S.R.Yadav: Sie kommt nur im westlichen Indien vor.[10]
- Aponogeton schatzianus Bogner & H.Bruggen: Sie kommt nur in Madagaskar in der Provinz Fianarantsoa vor.[5]
- Aponogeton stuhlmannii Engl.: Sie ist von Kenia bis Namibia und den südafrikanischen Provinzen Gauteng, Limpopo, Mpumalanga sowie North West verbreitet.[11]
- Aponogeton subconjugatus Schumach. & Thonn.: Sie ist vom tropischen Westafrika bis Uganda verbreitet.[10]
- Feinährige Wasserähre[12] (Aponogeton tenuispicatus H.Bruggen): Sie kommt nur in Madagaskar in der Provinz Antsiranana vor[5] und bildet im Gegensatz zu den meisten Aponogeton-Arten ein Rhizom.[16]
- Aponogeton tofus S.W.L.Jacobs: Sie kommt nur im Northern Territory in Südafrika vor.[10]
- Aponogeton troupinii J.Raynal : Sie kommt nur im südlichen Tschad und in der nördlichen Demokratischen Republik Kongo vor.[10]
- Meersalatähnliche Wasserähre (Aponogeton ulvaceus Baker, Syn.: Aponogeton ambongensis Jum.): Sie ist in Madagaskar in den Provinzen Antananarivo, Antsiranana, Mahajanga, Toamasina sowie Toliara verbreitet.[5]
- Gewellte Wasserähre (Aponogeton undulatus Roxb.): Sie ist vom nördlichen Indien bis Indochina verbreitet und kommt in Johor sowie Borneo vor.[10]
- Aponogeton vallisnerioides Baker: Sie ist im tropischen Afrika verbreitet.[10]
- Aponogeton vanbruggenii Hellq. & S.W.L.Jacobs: Sie kommt in den australischen Bundesstaaten Northern Territory sowie Queensland vor.[10]
- Aponogeton viridis Jum.: Sie kommt nur in Madagaskar in der Provinz Mahajanga vor.[5]
- Aponogeton wolfgangianus S.R.Yadav: Die 2017 erstbeschriebene Art kommt in indischen Bundesstaat Kerala vor.[10]
- Aponogeton womersleyi H.Bruggen: Sie kommt im südlichen Neuguinea vor.[10]

## Ergänzende Literatur
- Heinrich Wilhelm Eduard van Bruggen: Monograph of the genus Aponogeton (Aponogetonaceae), In: Bibliotheca Botanica, 1985, VIII, Heft 137, ISBN 3-510-48008-2.
- Christel Kasselmann: Aquarienpflanzen. Ulmer Verlag, Stuttgart 1995; 2. Auflage 1999, ISBN 3-8001-7454-5, S. 109–136.